# Тюрк, Ахмет
Ахмет Тюрк (тур. Ahmet Türk, род. 2 июля 1942) — турецкий политик, член Партии демократического общества.

## Биография
Родился в деревне Мази, провинция Мардин, в курдской семье. Получил высшее образование (учился в Мардине).
Начал заниматься политической деятельностью в 1966 году. В 1973 году был избран членом Великого национального собрания от Демократической партии. Позднее вышел из неё и вступил в Республиканскую народную партию.
После государственного переворота 1980 года был исключён из Великого национального собрания, арестован и 22 месяца провёл в тюрьме Диярбакыра, где подвергался жестоким пыткам. После освобождения принимал активное участие в деятельности ряда левых партий.
В 1987 году избран членом Великого национального собрания от ила Мардин. На тот момент — член Социал-демократической народной партии, но в 1989 году был исключён из неё за посещение курдской конференции в Брюсселе. После этого вступил в Народную трудовую партию.
В 1991 году снова избран в парламент. Выступал за переговоры между турецким правительством и Курдской рабочей партией. После того, как в июле 1993 года Конституционный суд запретил Народную трудовую партию, перешёл в Демократическую партию.
В марте 1994 года с него был снят парламентский иммунитет. Тюрка арестовали и приговорили к 15 годам тюремного заключения. Он подал апелляцию и 27 октября 1995 года был освобождён.
Депутат парламента с 17 августа 2005 по 3 июля 2007 года и с 22 июля 2007 по 11 декабря 2009 года.
С 2014 по 2019 год мэр Мардина. На коммунальных выборах 31 марта снова избран мэром Мардина, но 4 ноября того же года снят с должности из-за обвинений в связи с Курдской рабочей партией.
Семья: жена, 8 детей.